# Television i Island
Televisionen i Island.
Den första TV-kanalen, Sjónvarpið, startades den 30 september 1966 av Ríkisútvarpið. Länge var dock sändningarna begränsade, i juli sändes inga program förrän 1983 och torsdagar var sändningsfria fram till den 1 oktober 1987.
Privata etermedier tilläts 1986. Då startade Stöð 2, ägd av Norðurljós. Norðurljós äger även kanalerna Stöð 2 Sport, Bíórásin och PoppTíví. De flesta kommersiella kanaler finansieras av både abonnemang, ett undantag är SkjárEinn (S1). Kanalen ÍNN sänder i huvudsak pratshower, med Óli á Hrauni som bra exempel. Skjár Einn är en nöjeskanal som kräver abonnemang. 
Många av kanalerna sänder även programmet, men med en timmes fördröjning, för den som missat något. 